# Calyptomyrmex emeryi
Calyptomyrmex emeryi är en myrart som beskrevs av Auguste-Henri Forel 1901. Calyptomyrmex emeryi ingår i släktet Calyptomyrmex och familjen myror. Inga underarter finns listade.